# Петров, Иван Арсентьевич
Ива́н Арсе́нтьевич Петро́в (26 июня [9 июля] 1900 — 10 ноября 2000) — вор и мошенник, известный под прозвищем «Ванька Хитрый».

## Биография
Криминальная биография Ивана Петрова началась ещё в 1910 году. 
Впервые полицией за кражу Петров был задержан в 1916 году, а за решёткой оказался лишь в 1925 году. 
Впоследствии с 1925 по 1972 года был судим 13 раз, совершил 9 побегов из мест лишения свободы, осуждён в общей сложности на 93 года лишения свободы.
В 1934 году даже приговаривался к высшей мере наказания, которую впоследствии ему заменили 10 годами лагерей. За три года до этого, в 1931 году, успел оказаться на Соловецких островах, откуда ему удалось бежать.
Также можно сказать, что жил Петров под четырнадцатью фамилиями, семь из которых он использовал постоянно.
Во время отбытия одного из сроков в 1944 году Петров оказался в рядах Красной армии в штрафной роте. Даже успел получить ранение и, как искупивший кровью вину, освобождён.
В 1960-е годы Петров решил заняться карточными играми и довольно быстро приобрёл специальность т. н. «каталы». Переезжая из города в город, жил в гостиницах; летом в основном посещал курорты Батуми и Ялту, но чаще всего — Сочи. Жил на деньги, полученные от игры в карты и воровства.
В промежутках между отсидками Петров успел дважды жениться. А один из трёх его детей — Евгений Петров — работал комментатором главной редакции Всесоюзного радио. Его Ванька Хитрый втянул в свою преступную деятельность с помощью шантажа, угрожая сообщить на работу сына, что его отец — вор-рецидивист (Евгений Петров, поступая на работу, об этом умолчал). В итоге Евгений Петров стал участвовать в изготовлении поддельных документов для своего отца, за что и попал однажды вместе с ним на скамью подсудимых.
В 1971 году, находясь в Сочи, Петров совершил две кражи звёзд Героев Советского Союза. Потом перебрался в Москву, где продолжил кражи. 
Был задержан весной 1972 года и осенью приговорён к 10 годам лишения свободы. 
Освободившись в 1982 году, вновь попытался совершить кражи, но за решёткой больше не оказывался.
После освобождения Петров прожил ещё 18 лет и скончался в 2000 году.